# Михайлово-Ярцевское
Поселе́ние Миха́йлово-Я́рцевское — бывшее муниципальное образование и административная единица со статусом поселение в составе Троицкого административного округа Москвы. Вошло в состав столицы с 1 июля 2012 года в ходе реализации проекта по расширению города. До 1 июля 2012 года входило в состав Подольского муниципального района Московской области и имело статус сельское поселение. Административный центр — посёлок Шишкин Лес. Упразднено 8 мая 2024 года в процессе административно-территориальной реформы ТиНАО. Правопреемником поселения Михайлово-Ярцевское являются органы местного самоуправления и управа Краснопахорского района. 
Глава администрации — Тимохина Ольга Юрьевна, глава поселения и председатель Совета депутатов — Загорский Георгий Карлович.
По принятому в 2024 году закону города поселение преобразуется, части его территории отходят муниципальным округам Вороново и Краснопахорский .

## Географические данные
Общая площадь — 64,61 км². Находится в Троицком административном округе (ТАО) и граничит с:
- поселением Краснопахорское ТАО (на северо-востоке);
- поселением Вороновское ТАО (на юго-востоке и юге);
- Наро-Фоминским городским округом Московской области (небольшой участок на севере).
- поселением Новофёдоровское ТАО (на западе).

Климат в поселении — умеренно континентальный, формирующийся за счёт приходящего с запада влажного воздуха Атлантики. Лето тёплое, зима умеренно-холодная с устойчивым снежным покровом.
По территории поселения протекают несколько рек и ручьёв, в том числе река Пахра, ручей Силинка, река Поляница, ручей Бибинской.

## История
Муниципальное образование сельское поселение Михайлово-Ярцевское в существующих границах было образовано в 2005 году на основании Закона Московской области от 28 февраля 2005 года № 65/2005-ОЗ «О статусе и границах Подольского муниципального района и вновь образованных в его составе муниципальных образований». В его состав вошли 18 населённых пунктов бывшего Михайлово-Ярцевского сельского округа. Устав сельского поселения был принят 3 мая 2006 года.
1 июля 2012 года сельское поселение Михайлово-Ярцевское вошло в состав Троицкого административного округа Новой Москвы, при этом из его названия было исключено слово «сельское».

## Население
| 2010  | 2012  | 2013  | 2014  | 2015  | 2016  | 2017  | 2018  | 2019  | 2020  |
| ----- | ----- | ----- | ----- | ----- | ----- | ----- | ----- | ----- | ----- |
| 4887  | ↗4947 | ↗5041 | ↗5073 | ↗5139 | ↗5233 | ↗5258 | ↗5377 | ↗5483 | ↗5768 |
| 2021  | 2023  | 2024  |       |       |       |       |       |       |       |
| ↗9171 | ↗9287 | ↘9107 |       |       |       |       |       |       |       |

### Национальный состав
По итогам переписи населения 2020 года проживали следующие национальности (национальности менее 0,1 % и другое, см. в сноске к строке «Другие»):
| Национальность | Численность, чел. | Доля     |
| -------------- | ----------------- | -------- |
| Русские        | 6850              | 74,69 %  |
| Украинцы       | 78                | 0,85 %   |
| Таджики        | 68                | 0,74 %   |
| Армяне         | 48                | 0,52 %   |
| Узбеки         | 40                | 0,44 %   |
| Татары         | 28                | 0,31 %   |
| Грузины        | 20                | 0,22 %   |
| Азербайджанцы  | 19                | 0,21 %   |
| Аварцы         | 15                | 0,16 %   |
| Белорусы       | 14                | 0,15 %   |
| Молдаване      | 10                | 0,11 %   |
| Другие         | 1981              | 21,60 %  |
| Итого          | 9171              | 100,00 % |

## Состав поселения
В состав поселения Михайлово-Ярцевское входят 18 населённых пунктов, которые с 1 июля 2012 года после вхождения поселения в состав города Москвы являются территориальными единицами столицы.
| №  | Населённый пункт          | Тип населённого пункта          | Население |
| -- | ------------------------- | ------------------------------- | --------- |
| 1  | Акулово                   | деревня                         | ↗4        |
| 2  | Армейский                 | посёлок                         | ↘124      |
| 3  | Дешино                    | деревня                         | ↗75       |
| 4  | Дома отдыха «Плесково»    | посёлок                         | ↗218      |
| 5  | Дровнино                  | деревня                         | ↗40       |
| 6  | Заболотье                 | деревня                         | ↘0        |
| 7  | Исаково                   | деревня                         | ↗46       |
| 8  | Конаково                  | деревня                         | ↗21       |
| 9  | Лужки                     | деревня                         | ↘9        |
| 10 | Михайловского лесничества | посёлок                         | ↘2        |
| 11 | Михайловское              | село                            | ↘146      |
| 12 | Новомихайловское          | деревня                         | ↗62       |
| 13 | Пудово-Сипягино           | деревня                         | ↗3        |
| 14 | Секерино                  | посёлок                         | ↘125      |
| 15 | Сенькино-Секерино         | деревня                         | ↗64       |
| 16 | Терехово                  | деревня                         | ↘18       |
| 17 | Шишкин Лес                | посёлок, административный центр | ↘3913     |
| 18 | Ярцево                    | деревня                         | ↘17       |

## Органы местного самоуправления
Структуру органов местного самоуправления поселения Михайлово-Ярцевское составляют:
- Совет депутатов поселения Михайлово-Ярцевское;
- Глава поселения Михайлово-Ярцевское;
- Администрация поселения Михайлово-Ярцевское.

Совет депутатов поселения Михайлово-Ярцевское состоит из депутатов, избираемых на муниципальных выборах на основе всеобщего равного и прямого избирательного права при тайном голосовании сроком на 5 лет. Совет депутатов поселения Михайлово-Ярцевское состоит из 10 депутатов.
Почтовый адрес главы, администрации и Совета депутатов: 108833, город Москва, поселение Михайлово-Ярцевское, посёлок Шишкин Лес, стр. 41.

## Экономика и инфраструктура
Основа местной экономики — сельское хозяйство. Посевная площадь сельскохозяйственных культур в хозяйствах населения сельских поселений по состоянию на 2009 года — 150 гектар (из них 80 — под картофель).
Общая протяжённость автодорог общего пользования местного значения на конец 2009 года — 40,1 км, из них с твёрдым покрытием — 19,2 км.
Число самостоятельных больничных учреждений и отделений в составе больничных учреждений и других ЛПУ — 1 единица. 1 дошкольное образовательное учреждение (детский сад «Солнышко»), 1 общеобразовательное учреждение (Михайловская общеобразовательная школа). 1 учреждение культурно-досугового типа, 1 библиотека.

## Достопримечательности
Памятники архитектуры и садово-паркового искусства поселения:
- Усадьба «Михайловское»
- Усадьба «Плесково»
- Часовня над остатками церкви Благовещения
- Парк усадьбы «Богородское»

## Парки и общественные пространства

### Зона отдыха в поселке Шишкин Лес
В октябре 2021 года на месте пустыря рядом с многоэтажным домом благоустроили новое пространство для отдыха по программе «Мой район». Здесь высадили деревья, установили скамейки. На территории также есть зоны барбекю. В спортивной зоне оборудованы велодорожка, памп-трек и площадка для паркура. Парк расположен напротив здания школы 2075 по адресу: посёлок Шишкин Лес, д. 28. Работы шли в два этапа. В 2020 году специалисты обустроили дорожно-тропиночную сеть, лыжероллерную трассу, памп-трек и трассу с перекатами и поворотами для езды на велосипедах, скейтах, роликах и самокатах. В 2021 году оборудовали площадку для паркура, площадки с лежаками для отдыха, поставили садовые диваны (некоторые из них разместили под навесом), сделали детскую площадку с песочной фабрикой, спортивную площадку, установили уличные тренажеры, а также дополнительно высадили деревья и кустарники, разбили газоны. При благоустройстве учли мнение местных жителей.

### Территория вблизи детской художественной школы «Бабенская игрушка»
Появилась в 2017 году. Пространство оборудовано передвижной сценой и площадкой для игры в «Городки». Обустроены две детские площадки с прорезиненным покрытием. Также на территории есть зона воркаута, площадки для игры в футбол, баскетбол и настольный теннис.